# Polydrusus inustus

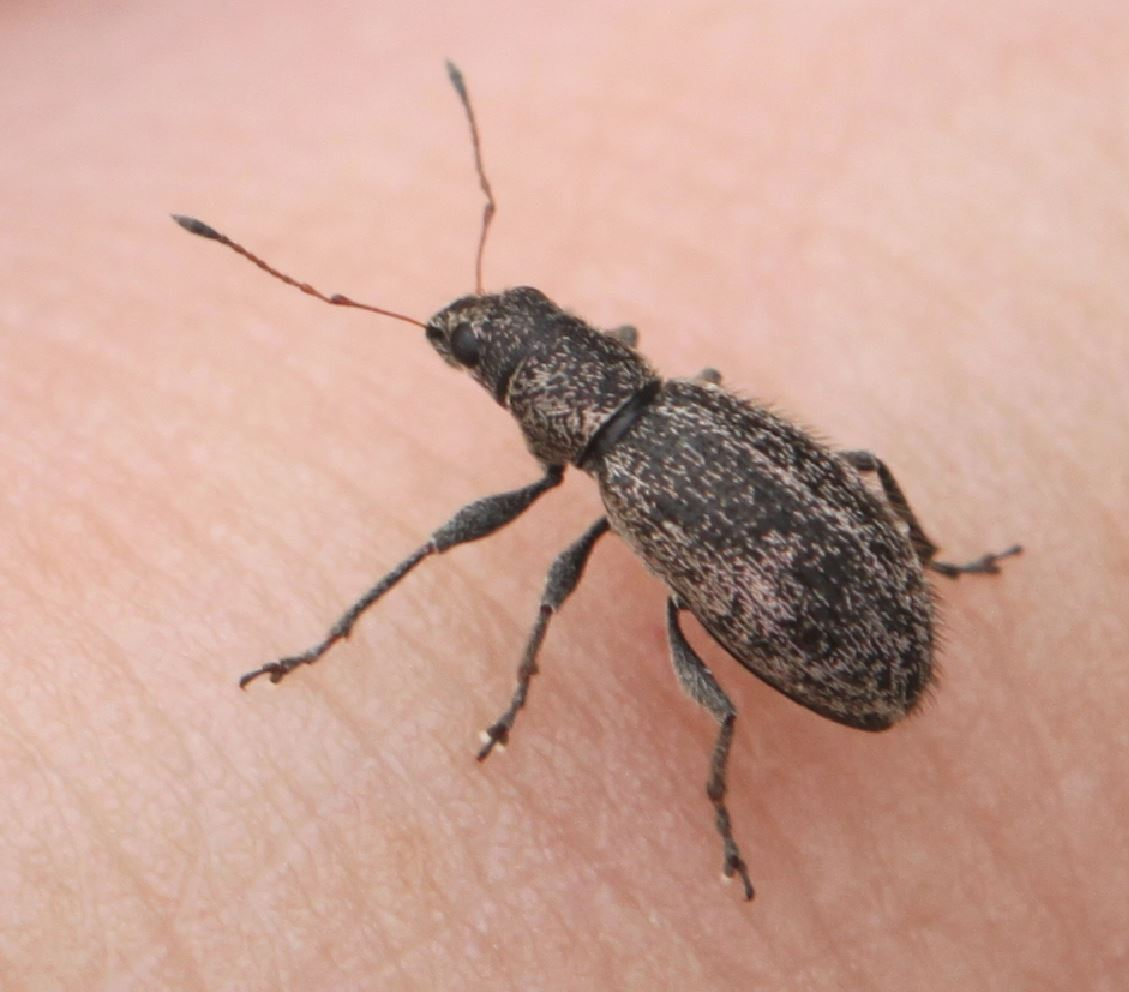

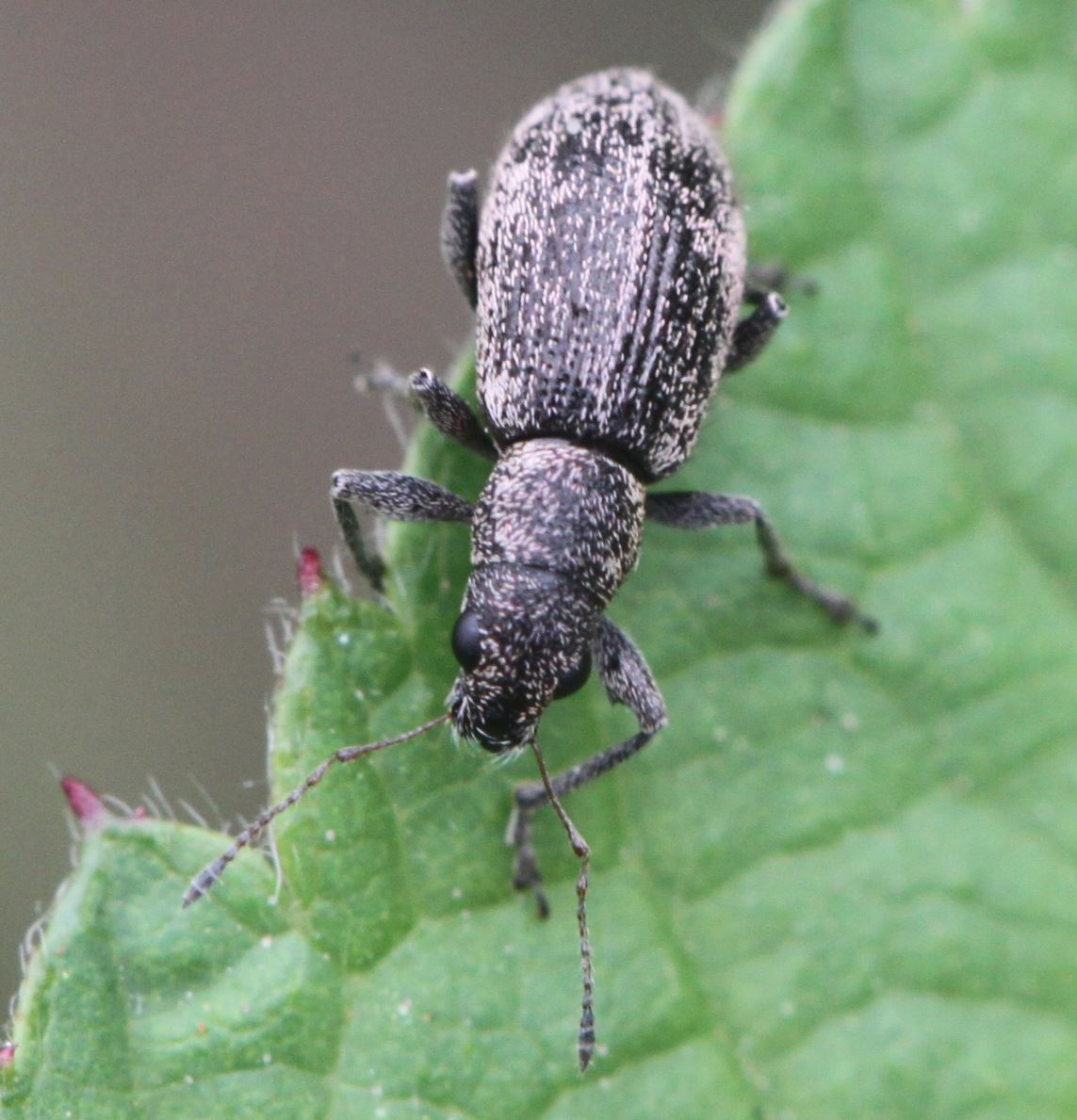

Polydrusus inustus ist ein Käfer aus der Familie der Rüsselkäfer (Curculionidae).

## Merkmale
Die Käfer sind 3,5–5,5 mm lang. Die Flügeldecken sind mit länglichen grauen, meist Kupfer-schimmernden Schuppen bedeckt. Diese bilden gewöhnlich Flecke oder Längsstreifen auf den Flügeldecken. Die Flügeldecken weisen lange, dichte und dunkle abstehende Borsten auf. Der Rüssel ist sehr kurz und oben ganz flach. Die relativ großen Augen sind stark gewölbt. Das Schildchen ist klein und nackt. Die Fühlerkeulen, die Femora und Tibien sind schwarz, während die Tarsen und der restliche Teil der Fühler rotbraun gefärbt ist. Die Femora weisen kleine scharfe Zähnchen auf.

## Verbreitung
Die Käferart ist in der Paläarktis verbreitet. Ihr Verbreitungsschwerpunkt liegt im pontischen Raum. Ihr Vorkommen reicht über Kleinasien in den Nahen Osten. In Europa breitete sich die Art im 20. Jahrhundert nach Westen aus. 1956 lag die westliche Verbreitungsgrenze noch bei Posen in Polen. 1972 war die Art über Deutschland bis nach Frankreich vorgedrungen. Der Erstfund im Elsass, bei Straßburg, gelang erst 1996, in Baden-Württemberg, bei Kehl, 2005; seitdem liegt hier eine Reihe neuer Funde aus dem Rheintal vor. Als Verbreitungsweg wird Verschleppung durch den Menschen angenommen (die Art besitzt verkürzte Hinterflügel und ist flugunfähig).

## Lebensweise
Die Käferart gilt als sehr polyphag, das heißt, sie nutzt eine große Bandbreite an Nahrungs- und Wirtspflanzen. Angegeben werden, neben Laubhölzern (Schlehe, Apfel, Eiche, Ulme) auch Brombeeren und krautige Arten, meist Schmetterlingsblütler. Die Larven leben, soweit bekannt, an Wurzeln. Man beobachtet die adulten Käfer von April bis August. Wie bei den verwandten Arten wird vermutet, dass die Larve überwintert und sich im Frühjahr verpuppt.